# Lavaud (affluent Petite Creuse)
Pour les articles homonymes, voir Lavaud.
Le ruisseau de Lavaud est un ruisseau français du département de la Creuse, affluent de la Petite Creuse.

## Géographie
Il prend sa source sur la commune de Méasnes et rejoint la Petite Creuse en rive droite, deux kilomètres au sud-est de Nouzerolles.